# シンジカート-2作戦
シンジカート-2作戦（ロシア語: Операция "Синдикат-2"）とは、ソビエト連邦の統合国家政治局（OGPU）が、反革命勢力をソ連国内に誘引し、逮捕する目的で実施した作戦。この作戦で、ボリス・サヴィンコフが逮捕された。

## 祖国と自由の擁護連合
ロシア内戦後、多数の白軍将兵がロシア国外に移住し、その多くはソ連に対する武装闘争を否定しなかった。その中でも、ボリス・サヴィンコフは、ポーランド諜報部と密接に結びつき、ソ連当局に対する活発な闘争を行っていた。この状況下において、OGPUは、サヴィンコフをソ連領内に連れ込み、逮捕することを決定した。作戦のコードネームは、「シンジカート-2」とされた。
この頃、反ソ地下組織、祖国と自由の擁護連合（ロシア語: Союз защиты родины и свободы）のモスクワ及びミンスク支部との連絡を復活させようとしていたサヴィンコフの副官のシェシェニャが逮捕された。チェキストのグリゴリー・スィロエシュキンは、ミンスクに派遣され、同連合ミンスク支局長、元参謀大尉ゲラシモフを拘束した。逮捕されたシェシェニャと同連合のモスクワ支部長レクノフは、シンジカート-2作戦に参加することに同意した。

## 計画・準備
作戦を指導するヴャチェスラフ・メンジンスキーの構想によれば、ソ連国内に無名の堅実な反ソ組織が存在し、経験豊富で影響力のある指導者を必要としていることを、サヴィンコフに信じ込ませる必要があった。そこで、架空組織、自由民主党員（ロシア語: Либеральные демократы；略称ЛД）が創設され、キエフの反革命組織が「自由民主党員」と連絡を確立しようとしたという情報が流された。
この噂を聞き、反革命派のイサチェンコ教授は、「自由民主党員」の指導者を紹介するよう、スィロエシュキンに頼み込んだ。

## シンジカート-2作戦
この後、「自由民主党員」の存在を信じたサヴィンコフの密使、フォミチェフがモスクワに到着した。「ノヴォモスコフスカヤ」ホテルでフォミチェフとイサチェンコの会見が行われ、フォミチェフは組織の存在を確信して帰国した。間もなく、サヴィンコフは、シェシェニャの活動を点検するために、側近のパヴロフスキー大佐をモスクワに派遣したが、パヴロフスキーはモスクワで逮捕された。
メンジンスキーは、ポーランド諜報部とサヴィンコフに偽情報を掴ませるために、スィロエシュキンをセレブリャコフ名義でポーランドに派遣した。スィロエシュキンは、ヴィリニュスで軍の昔の同僚と出くわし、警察に拘束されてしまったが、どうにか警察を納得させることに成功し、釈放された。スィロエシュキンは、ポーランド諜報部のセクンダ大尉とフォミチェフと会見し、サヴィンコフ宛の手紙を手渡した。間もなく、フォミチェフは再びモスクワにやって来た。パヴロフスキー、フォミチェフ、そしてチェキストが演じる組織構成員の会議が行われた。
この後、サヴィンコフ宛の手紙と労農赤軍に関する偽の秘密資料を持たせて、スィロエシュキンをヴィリノに送ることが決定された。作戦は最終段階に入った。1924年7月、フョードロフとフォミチェフがパリでサヴィンコフと会見し、彼はモスクワに行くことを決心した。
8月15日夜、サヴィンコフと随行者は、ソビエト・ポーランド国境を越えたところで逮捕され、翌日、モスクワに移送された。